# Tolita
Tolita is een plaats in de gemeente Kil in het landschap Värmland en de provincie Värmlands län in Zweden. De plaats heeft 67 inwoners (2005) en een oppervlakte van 22 hectare.

## Verkeer en vervoer
Bij de plaats loopt de E45.
De plaats heeft een station aan de spoorlijn Kil - Torsby.